# J.A.R.V.I.S.
J.A.R.V.I.S.는 마블 시네마틱 유니버스 (MCU)에서 폴 베터니가 목소리를 맡은 가상의 인공지능 캐릭터이다. 마블 코믹스 캐릭터인 에드윈 자비스와 H.O.M.E.R.를 기반으로 만든 캐릭터이다. 어벤져스: 에이지 오브 울트론에서, 울트론에 의해 부분적으로 파괴된 후 J.A.R.V.I.S.는 폴 베터니가 실제로 연기한 비전으로 물리적 형태를 부여받았다.

## 같이 보기
- 마블 시네마틱 유니버스 캐릭터 목록